# Cielądz
Cielądz – wieś w Polsce położona w województwie łódzkim, w powiecie rawskim, w gminie Cielądz.
Wieś szlachecka położona była w drugiej połowie XVI wieku w powiecie bielskim ziemi rawskiej województwa rawskiego. Lokacja miejska w 1773 roku. 
W latach 1954–1972 wieś należała i była siedzibą władz gromady Cielądz. W latach 1975–1998 miejscowość administracyjnie należała do województwa skierniewickiego. Miejscowość jest siedzibą gminy Cielądz.
Po II wojnie światowej wieś należała nadal do gminy Regnów (jak przed wojną), następnie była siedzibą Gromadzkiej Rady Narodowej, wreszcie gminy, której liczba mieszkańców wynosi ok. 4100 (2009 r.). Na terenie gminy znajduje się kilka cmentarzy wojennych z lat I wojny światowej (ich zdjęcia znajdują się w książce Wojciecha Grochowalskiego pt. 'Uroki Cielądza' wyd. 2010, Fundacja Kultury i Biznesu w Łodzi), obecny (kolejny) kościół pochodzi z połowy XIX wieku, poprzedni spalił się w końcu XVIII w. Kościół jest murowany, wystawiony z funduszy parafian i miejscowego dziedzica Karola Gustawa Wolffa, jest pod wezwaniem Świętej Trójcy. Na tutejszym cmentarzu pochowany jest ks.płk.Franciszek Mientki uczestnik walk o Arnheim szef duszpasterstwa 1 Samodzielnej Brygady Spadochronowej. Ks. Franciszek Mientki był rezydentem w tutejszej parafii w latach 1974-1982.   Wieś należała na przełomie XVIII i XIX w. do rodziny Rzeszotarskich. W XXI w. w Cielądzu znajduje się wiele instytucji kultury i oświaty, w tym Szkoła Podstawowa,  biblioteki, stowarzyszenie kulturalno-historyczne 'Cymbarka', Ochotnicza Straż Pożarna (założona w 1917 roku). W 1950 roku w Cielądzu powstał Ludowy Klub Sportowy Orlęta Cielądz. Piłkarska drużyna klubu dwukrotnie (sezon 2009/10, 2011/12) zdobyła I miejsce w Skierniewickiej Lidze Okręgowej w wyniku czego awansowała do IV ligi (grupa łódzka) co jest największym osiągnięciem sportowym klubu.

## Zabytki

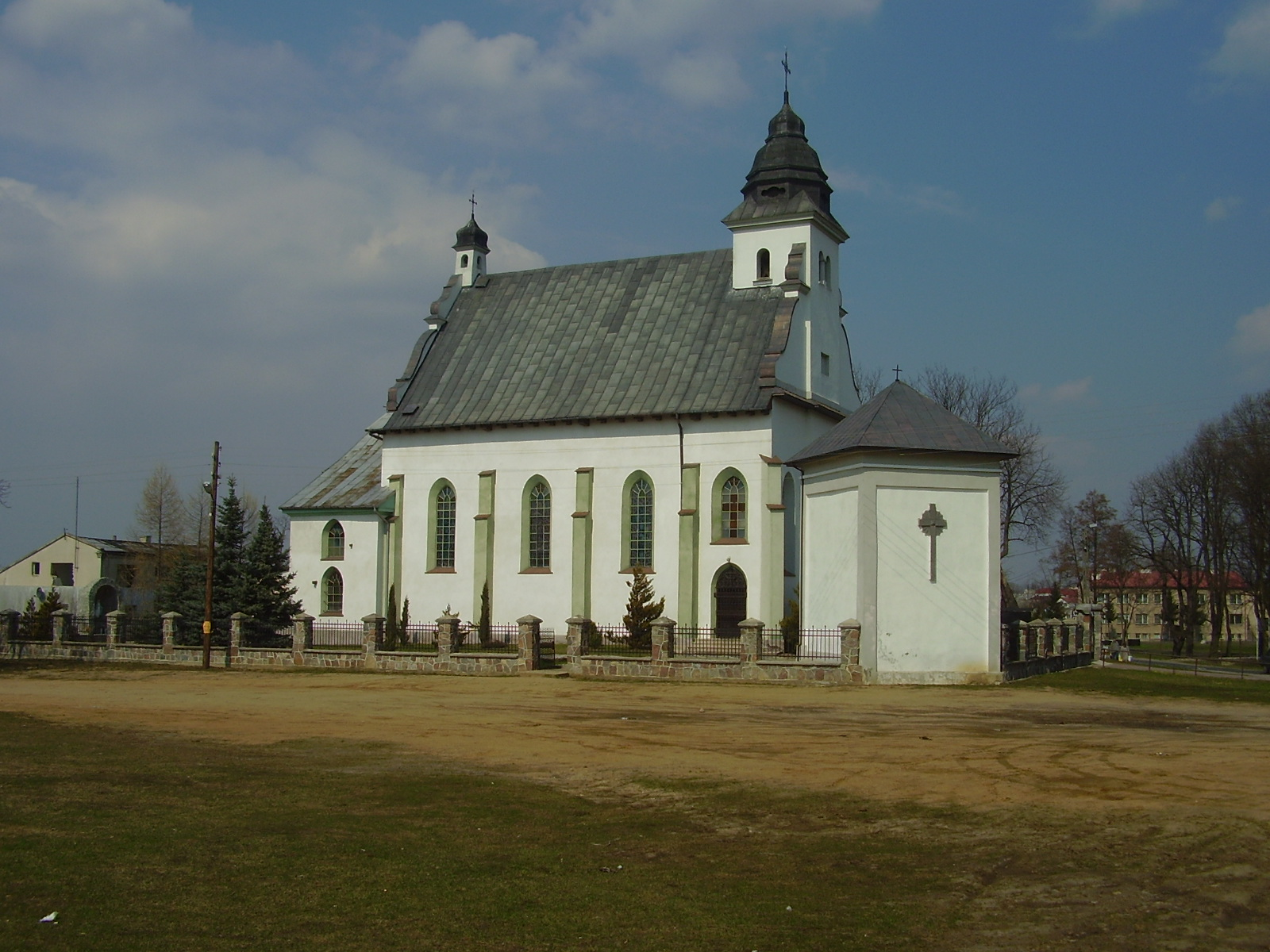
Kościół św. Trójcy w Cielądzu

Według rejestru zabytków Narodowego Instytutu Dziedzictwa na listę zabytków wpisane są obiekty:
- cmentarz kościelny, przy kościele pw. Świętej Trójcy, nr rej.: 941 z 19.11.1993
- cmentarz rzymskokatolicki (część), nr rej.: 807 z 20.11.1991
- park dworski, pocz. XX w., nr rej.: 526 z 5.05.1980

Do zabytków należy także gorzelnia znajdująca się na terenie dawnego majątku rodziny Wolffów.